# Willis Brown
Willis Brown (né James Willhenry Brown le 31 juillet 1881 à Columbus (Indiana) – mort le 20 octobre 1931) est un juge, réalisateur et producteur du muet américain.

## Biographie
Fils de James W. Brown et Lucetta Pierson, Willis Brown est juge de la cour juvénile de l'Utah au cours de la décennie 1900.
En 1917, Brown fonde la Boy City Film Company à Culver City.
Au cinéma, il finance une série de 22 films à visées sociales et éducatives. Il y joue son propre rôle dans tous sauf le premier. Au mois six d'entre eux sont réalisés par King Vidor, à qui Brown a donné sa première opportunité de réalisation. Il produit ainsi des œuvres telles The Chocolate of the Gang, qui présente l'histoire d'un enfant noir à qui l'on interdit l'intégration à un club de blancs. Le film se démarque en engageant des acteurs noirs, plutôt que des acteurs blancs avec des blackfaces, pour jouer les rôles noirs.

## Filmographie
- 1918 : Bud's Recruit
- 1918 : The Chocolate of the Gang
- 1918 : The Lost Lie
- 1918 : Tad's Swimming Hole
- 1918 : Marrying Off Dad
- 1918 : The Accusing Toe
- 1918 : Thief or Angel
- 1918 : The Rebellion
- 1918 : The Preacher's Son
- 1918 : A Boy Built City
- 1918 : I'm a Man
- 1918 : Love of Bob
- 1918 : Dog vs. Dog
- 1918 : The Three Fives
- 1918 : The Case of Bennie
- 1918 : Kid Politics
- 1919 : The Demand of Dugan
- 1919 : Shift the Gear, Freck
- 1919 : Gum Drops and Overalls
- 1919 : Danny Asks Why